# Daniel's Harbour
Daniel's Harbour is een gemeente (town) in de Canadese provincie Newfoundland en Labrador. De gemeente ligt in het westen van het Great Northern Peninsula aan de noordwestkust van het eiland Newfoundland. Daniel's Harbour is bereikbaar via provinciale route 430.

## Geschiedenis
In 1965 werd het dorp een gemeente met de status van local government community (LGC). In 1980 werden LGC's op basis van The Municipalities Act als bestuursvorm afgeschaft. De gemeente werd daarop automatisch een community om een aantal jaren later uiteindelijk een town te worden.

## Demografie
Demografisch gezien is Daniel's Harbour, net zoals de meeste kleine dorpen op Newfoundland, aan het krimpen. Tussen 1991 en 2021 daalde de bevolkingsomvang van 445 naar 220. Dat komt neer op een daling van 225 inwoners (-50,6%) in dertig jaar tijd.
| Demografische ontwikkeling van Daniel's Harbour tussen 1991 en 2021 |
| ------------------------------------------------------------------- |
|                                                                     |
| Bron: Statistics Canada (1991–1996, 2001–2006, 2011–2016, 2021)     |

## Gezondheidszorg
Gezondheidszorg wordt in de gemeente aangeboden door de Daniel's Harbour Clinic. Deze lokale zorginstelling valt onder de bevoegdheid van de gezondheidsautoriteit Western Health en biedt de inwoners van Daniel's Harbour en omgeving alledaagse eerstelijnszorg aan. De medische kliniek is bemand door een verpleegkundige (nurse practitioner), gesteund door de regelmatige aanwezigheid van een bezoekend arts, en biedt ook gemeenschapsgezondheidsverpleegkunde (community health nursing) aan.